# Civitanova 1996
L'Associazione Sportiva Dilettantistica Civitanova 1996 è la principale società di Calcio a 5 di Civitanova Marche in provincia di Macerata.

## Storia
L'Associazione Sportiva Civitanova è stata fondata nel 1996, e nel primo decennio della propria storia ha disputato i campionati regionali delle Marche. Nell'estate del 2005 la società unisce le forze con i concittadini dell'Hackers Football Club, assumendo la denominazione Civitanova Football Club. La sinergia spinge i rossoblu dapprima al raggiungimento del secondo posto in campionato e quindi a lottare nei play-off nazionali, con la promozione in Serie B sfumata solamente nella finale persa per mano del Derby Forlì.
La rinuncia alla categoria di alcune società comporta tuttavia il ripescaggio della squadra civitanovese, che nella stagione 2006-07 debutta quindi nei campionati nazionali, cogliendo un positivo ottavo posto finale. Nella stagione 2007-08 la squadra dà vita a un entusiasmante testa a testa con l'Acqua e Sapone; le due compagini concludono la stagione regolare affiancate al primo posto, ma sono gli angolani a venire promossi in Serie A2 in virtù degli scontri diretti a favore. La promozione nella seconda serie è rimandata solamente di un anno: il Civitanova mette in fila Palextra Fano, Pesaro e Tre Colli e vince il girone C di Serie B, accedendo al campionato di Serie A2. L'approccio alla nuova categoria non è tuttavia dei migliori e la squadra si trova invischiata nelle zone basse della classifica, chiudendo la stagione regolare al dodicesimo posto che comporta la retrocessione diretta. In cerca di rilancio la società opera una nuova fusione, con il New Panda di Porto Sant'Elpidio; la società ritorna alla tradizionale denominazione Associazione Sportiva Dilettantistica Civitanova. Anche in questa occasione l'unione si rivela felice: il Civitanova cancella immediatamente l'onta della retrocessione vincendo nuovamente il girone C di Serie B: dopo una sola stagione di assenza, la squadra rossoblu fa ritorno in Serie A2. Trascinata da Nico Sgolastra, autore di 29 reti, nella stagione successiva la squadra centra una tranquilla salvezza nel girone nord, a un solo punto di distanza dalla zona play-off. La partenza di diversi elementi del roster, tra cui lo stesso Sgolastra (passato al Pescara in Serie A), intacca i meccanismi della squadra che nel campionato 2012-13 si trova fin dalle prime battute sul fondo della classifica, lottando infruttuosamente con il Villorba per evitare l'ultimo posto.
Le dimissioni del presidente Mauro Grandicelli in seguito alla retrocessione, porta a una rivoluzione nell'organigramma societario e all'apertura a nuovi partner tra i quali il Faro C5 che viene assorbito nella società, e la Vis Civitanova. La società, divenuta nel frattempo Civitanova 1996, prende parte al campionato di Serie B, nel quale ottiene nelle due stagioni successive, altrettante salvezze. Nell'estate del 2017 la società si fonde con la società di calcio a 5 femminile "Maracanà Dream Futsal" per dare vita al "Civitanova Dream Futsal".

## Statistiche e record

### Campionati nazionali
| Livello | Categoria | Partecipazioni | Debutto   | Ultima stagione |
| ------- | --------- | -------------- | --------- | --------------- |
| 2°      | Serie A2  | 3              | 2009-2010 | 2012-2013       |
| 3°      | Serie B   | 6              | 2006-2007 | 2014-2015       |

## Stagione 2011-2012

### Rosa
| N. |                      | Ruolo | Calciatore             |
| -- | -------------------- | ----- | ---------------------- |
| 1  | Italia (bandiera)    | POR   | Diego Moretti          |
| 12 | Italia (bandiera)    | POR   | Alessandro Frenguelli  |
| 22 | Italia (bandiera)    | POR   | Francesco Iacoponi     |
| 7  | Italia (bandiera)    | UNI   | Cleverson Favetti      |
| 2  | Italia (bandiera)    | LAT   | Mattia Benaducci       |
| 5  | Italia (bandiera)    | LAT   | Cristiano Animobono    |
| 6  | Italia (bandiera)    | LAT   | Nico Sgolastra         |
| 14 | Brasile (bandiera)   | LAT   | Tiago Calli            |
| 10 | Brasile (bandiera)   | LAT   | Murilo Martins Machado |
| 13 | Italia (bandiera)    | LAT   | Marco Pietracci        |
| 8  | Argentina (bandiera) | LAT   | Walter Hugo Pucheta    |
| 4  | Italia (bandiera)    | PIV   | Jacopo Serantoni       |

### Organigramma
- Presidente: Mauro Grandicelli
- Vice presidente: Giovanni Torresi
- Allenatore:Roberto Osimani
- Allenatore U21: Cleverson Favetti
- Preparatore Atletico: Matteo Cannone
- Massaggiatore: Giovanni Censori
- Medico sociale: Paolo Coderoni